# Corridor biologique sous-marin
Un « corridor biologique sous-marin » est pour une espèce ou un groupe d'espèces mobiles et marines, sa zone de déplacement, ou un « couloir » de déplacement utilisés par un large groupe d'espèce (horizontalement, verticalement…).

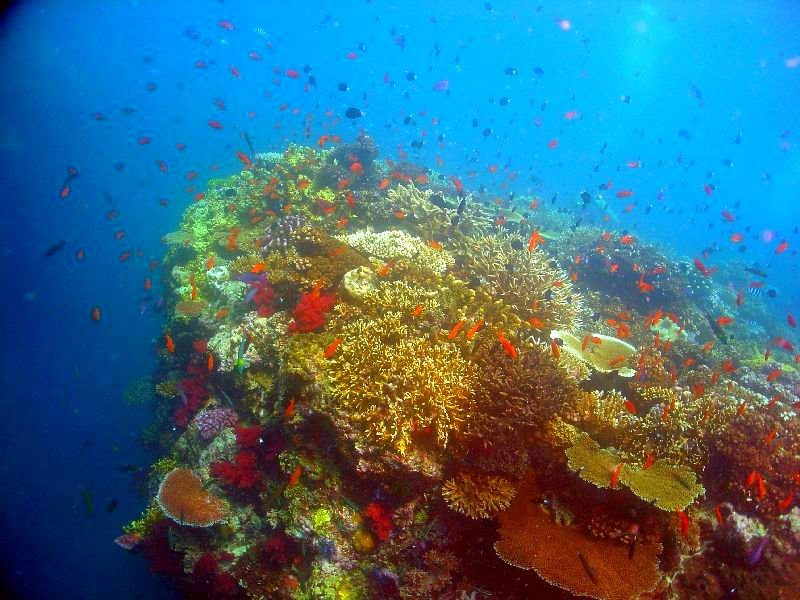
Face à l'extrême richesse et productivité biologique des zones corraliennes en biodiversité, l'océan libre est parfois qualifié de « désert de vie »

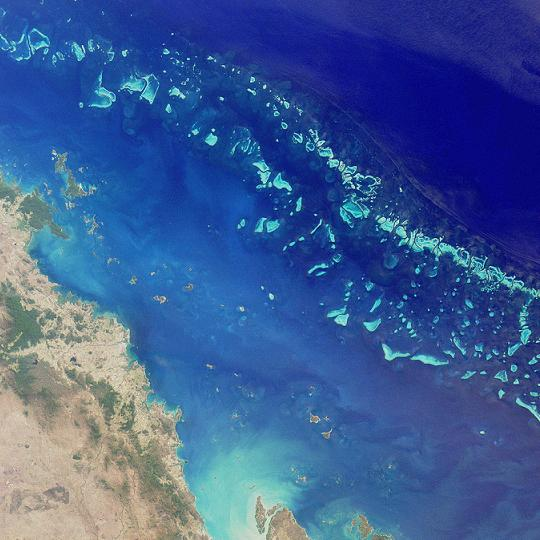
L'importance fonctionnelle des barrières coralliennes en tant que corridor biologique est mieux perceptible vue de satellite

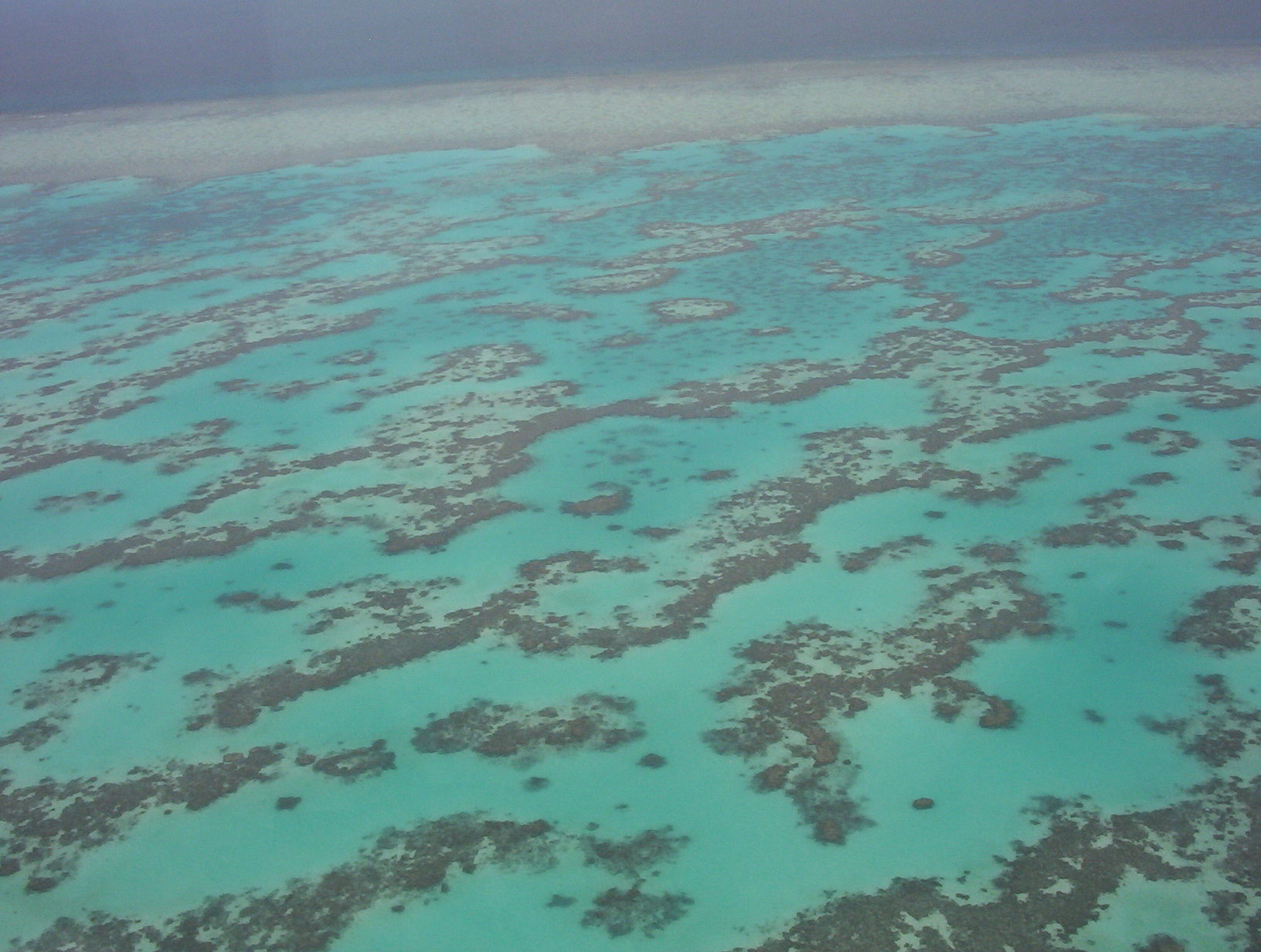
Une partie au moins des théories de l'écologie du paysage semblent pouvoir s'appliquer aux volumes sous-marins

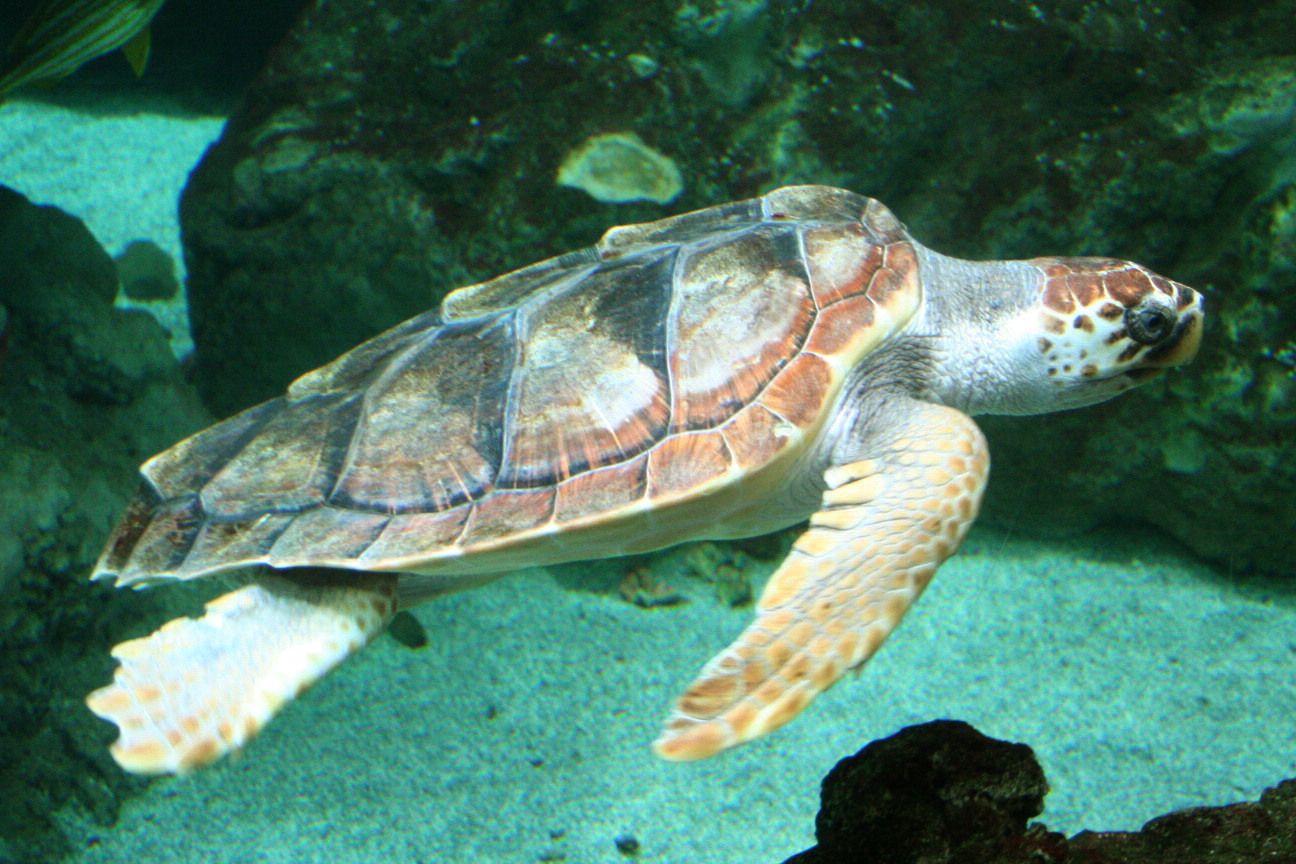
Les tortues font partie des migrateurs au long cours. Elles semblent fréquemment utiliser les mêmes « corridors biologiques sous-marins », notamment pour venir pondre là où elles sont nées

De nombreuses espèces marines sont migratrices (oiseaux, poissons, mammifères dont cétacés). 

Ces espèces sont très nombreuses à utiliser des corridors écologiques sous-marins, véritables couloirs immatériels et non limités de déplacements, qui sans être comparables à ceux que l'on trouve sur terre peuvent être explorés, surveillés et protégés en s'appuyant sur les principes et outils scientifiques de l'écologie, de l'écologie du paysage et de la biogéographie et de l'océanologie.
Des réseaux écologiques sous-marins intègres sont également nécessaires au déplacement des espèces qui ne nagent pas (se laissant porter par le courant ou transporter par l'individu qu'elles parasitent ou auquel elle se fixent. Pour certaines espèces, les adultes sont fixés, mais leurs propagules se déplacent sur de grandes distances.
Leur étude est récente et plus complexe que sur terre ; En pleine mer, ces corridors semblent mobiles dans l'espace et le temps, et des phénomènes tels que El Nino et les remontées/descente nycthémérales de plancton complexifient leur modélisation, de même que certains impacts de la pêche industrielle et des pollutions marines (dont peut-être la pollution lumineuse et sonore près des côtes, des îles, des plates-formes de forage offshore et autres zones d'extraction de gaz et pétrole, ou en zone de pêche au lamparo).

## Exemples
- Pour leur reproduction, les poissons migrateurs amphihalins (pour l'Europe : Saumon atlantique, Truite de mer, Grande alose, Alose feinte, Lamproie marine et l'Anguille (en forte régression) parcourent souvent des milliers de kilomètres, telle l'anguille européenne qui se reproduit en mer des Sargasses, les civelles devant ensuite rejoindre ses mares et marais via les fleuves et rivières.
- Des crustacés tels que les langoustes migrent sur le fond en marchant à la queue leu leu (images popularisées par les films du commandant Cousteau).
- Certains prédateurs (thons, oiseaux, tortues marines, cétacés) suivent en mer des tracés précis, qui semblent fortement liés aux courants marins, lesquels conditionnent leurs ressources alimentaires ou les aident à se déplacer. L'observation (avec vidéo) à partir d'engins submersibles occupés ou non a également montré que sur les bords du plateau continental (50 à 700 m) les organismes démersaux mobiles (poissons démersaux et crustacés principalement) ne semblent pas vivre et se déplacer au hasard ; ils utilisent des structures ou microhabitats particuliers lors de leurs déplacements près du fond ou sur le fond. Ces microhabitats sont par exemple des coquilles, des terrier, des dépressions biogéniques, des crêtes sur le sable ou des roches, des affleurement d'argiles, avec des variations diurnes et/ou nocturnes selon les espèces. Par exemple, le merlu argenté (Merluccius bilinearis) et Raja erinacea sont associés à des microhabitats particuliers le jour, mais semblent se répartir au hasard la nuit. Les motifs de distribution et les déplacements semblent généralement liés aux rythmes nycthéméraux de comportements alimentaires et parfois de reproduction. Une hypothèse est que les microhabitats sont à la fois utilisés pour l'évitement des prédateurs potentiels et améliorer la capacité individuelle de capturer des proies. Les microhabitats sont plus utilisés dans des assemblages où les prédateurs et organismes proies sont abondants et où la densité de proies favorise la chasse en embuscade[1] Certaines tortues marines traversent l'Atlantique, les cétacés, les oiseaux marins, etc se déplacent beaucoup et sur de très longues distances et savent pourtant retrouver leur lieu de ponte ou mise-bas, malgré le déplacement constant des masses d'eau en vastes tourbillons. 
Grâce au suivi satellital d'oiseaux (Fregata minor) en cours de déplacement et alimentation, on a récemment démontré[2],[3] que des espèces prédatrices suivent très précisément le déplacement (sur des centaines de km ; à des échelles dites sub-mésoéchelles) de structures discrètes et fines des couches supérieures des océans. Ces structures sont induites par le lent déplacement de grands tourbillons océaniques, lesquels forment des sortes de corridors biologiques marins invisibles (à nos yeux) mais où se déplace la nourriture des frégates et au-dessus desquels se déplacent les frégates.

## Réseaux écologiques marins et climat
On observe, probablement en raison du réchauffement climatique, que certaines espèces de poissons et de plancton sont en train de remonter (de plusieurs centaines de km souvent) vers le nord, là où les eaux sont plus fraîches et oxygénées. 

## Dans le monde
Les États se sont engagés dans le cadre du « Projet de plan de mise en œuvre des résultats du Sommet mondial de Johannesbourg » à : « – Promouvoir l’application du chapitre 17 d’Action 21, qui énonce un programme qui vise le développement durable des océans, des zones côtières et des mers par la gestion intégrée et le développement durable des zones côtières, y compris les zones économiques exclusives ; la protection de l’environnement marin ; ainsi que l’utilisation et la conservation durables des ressources biologiques marines ; […];Développer et faciliter l’utilisation de divers méthodes et outils, y compris l’approche écosystémique […], la création de zones marines protégées, conformément au droit international et sur la base d’informations scientifiques, y compris des réseaux représentatifs, d’ici à 2012, et des périodes/zones de repos biologique destinées à assurer la protection des frayères ; l’utilisation rationnelle des zones côtières, l’aménagement des bassins versants et l’intégration de la gestion des zones marines et côtières dans les secteurs clefs. »
Le Sommet de Johannesbourg, les scientifiques spécialistes de ces questions et l’ONU, ainsi que des ONG telles que Greenpeace et WWF ont régulièrement alerté sur l’effondrement des pêcheries et sur la nécessité de créer un plus grand nombre de zones protégées et de reconstituer les stocks de poissons, ce qui passe aussi par des baisses importantes de quota de pêche. 
La CDB considère aussi la diversité biologique marine et côtière comme un enjeu très important (réunions des SBSTTA et de la COP-7)

## En Europe
En 2007, les aires marines protégées restent rares en Europe, et elles sont mal intégrées dans les esquisses de réseaux écologiques européens nationaux, régionaux ou projet de tels réseaux. 

Depuis les années 1990, l'UICN et un nombre croissant d'experts insistent sur la nécessité de mieux prendre en compte les zones marines et les corridors marins dans le Réseau écologique paneuropéen (REP), et le Comité tente de développer des synergies accrues avec les Conventions sur les mers régionales (Convention de Barcelone, OSPAR, HELCOM, Convention de Bucarest) et la Commission de conservation de la flore et de la faune arctiques et avec la CDB et les Accords concernés de la Convention de Bonn (Ascobans et Accobams). Des premiers corridors sous-marins ont été cartographiés dans le sud-ouest de l'Europe pour la Méditerranée et la mer Noire.
La Déclaration de Llandudno  et le colloque sur les corridors écologiques marins et côtiers ont insisté sur l’impérieuse et urgente nécessité d’une protection de la diversité biologique marine et côtière. Le REP peut et doit intégrer un réseau de zones marines présentant un intérêt écologique en s’appuyant sur les Directives de la CE sur l’eau, les oiseaux et les habitats, ainsi que sur la Convention de Berne, Convention de Bonn). Un rapport de l’UE pour la conservation des côtes (UECC), a émis des recommandations pour améliorer la protection des corridors écologiques marins et côtiers [document STRA-REP (2002) 12].

La Directive cadre Stratégie pour le milieu marin doit à partir de 2008 offrir un cadre supplémentaire visant le bon état écologique des écosystèmes marins pour 2021.
Un des objectifs de l'UE pour 2010 est aussi de développer le réseau écologique paneuropéen et Natura 2000 dans leurs aspects marins. La Commission européenne a pour cela rédigé les lignes directrices d’un réseau Natura 2000 en milieu marin 

### En France
Une réflexion est en cours sur la prise en compte de milieux marins dans le réseau écologique national (Trame verte et bleue nationale, notamment mise en avant par le Grenelle de l'Environnement, qui pourrait être basé sur les parcs marins et le développement des aires marines protégées, basé sur l'« inventaires ZNIEFF-MER » par le service du patrimoine naturel du Muséum national d'histoire naturelle à Paris (MNHN), avec le département "milieux et peuplements aquatiques" , en lien avec les programmes REBENT (Réseau Benthique) coordonnés par Ifremer. Cet inventaire a été dans les années 2000 étendu aux Départements d'Outre-mer dont la richesse en Biodiversité est très élevée. 
En juin 2009, le Grenelle de la mer a ensuite suggéré d'intégrer la prise en compte de la pollution sonore et de la pollution lumineuse dans les documents d'urbanisme des littoraux. Il encourage aussi le développement des Contrats de baie. Il propose pour mieux protéger la biodiversité, les espaces naturels et le paysage de dessiner « la "Trame bleu marine", en étendant la Trame Verte et Bleue au littoral et à la mer, et en reliant les estuaires les uns aux autres » ; ce qui implique aussi de « délimiter les zones humides littorales, les estuaires, les mangroves, les récifs coralliens, les lagons, les lagunes et lidos, les estrans ». Il propose aussi de lancer « un grand programme d’action pour les estuaires, lidos et deltas, grands et petits », via un plan « France-Estuaires 2015 »… 

Des corridors marins transfrontaliers ou structures proches (aires marines protégées) ont été institués entre :
– la Corse et la Sardaigne ;
– l'Équateur, la Colombie ;
– le Costa Rica et le Panama.
Un projet présenté le 31 mai 2011, en complément du réseau européen Natura 2000 de corridor biologique marin transfrontalier a été proposé par deux ONG (l'association de protection du milieu marin Oceana et l'association de biologistes basques COBP) afin de protéger une aire marine d'environ 27 000 hectares situés entre Saint-Sébastien et Biarritz, devant 35 km de littoral français et espagnol, mais un projet de terminal portuaire de 3 km de large à Pasaia (Espagne) est également prévu dans la zone par les acteurs industriels gaziers. S'il se faisait, il pourrait contribuer à la protection du grand dauphin, du requin pèlerin, de l'hippocampe, du mérou, d'éponges, du homard de l'araignée de mer et d'au moins une centaine de communautés et habitats sous-marins et zones de reproduction de la faune.
Des projets de recherches portent sur ces sujets, dont par exemple en Méditerranée :
- Projet Agence de l'Eau ICONE : impact de la CONEctivité ajoutée par les récifs artificiels sur la biodiversité des substrats durs naturels ;
- Projet Interreg Marittimo IMPACT : impact des ports sur les AMP à proximité ;
- Projet Liteau Roc Connect : connectivité de l'habitat rocheux du golfe du Lion.

## Exemple de barrières écologiques possibles
Peuvent être sources de fragmentation écologique des espaces sous-marins :
– les filets maillant dérivant ;
– la pose de filets de pêche en travers d'estuaire ;
– le chalutage ;
– les munitions immergées ;
– les marées noires ;
– les pollutions de la masse d'eau :
– pollutions anciennes ou actuelles,
– chroniques et à faible dose,
– ponctuelle et massive,
– thermiques (en aval de centrales nucléaires notamment), radiologiques,
– par rejets massifs et/ou chroniques en mer de polluants ou d'eutrophisants.
Des pollutions discrètes mais chroniques peuvent éventuellement être à l'origine de zones mortes, notamment dans les mers semi-fermées telles que la Baltique.
- le phénomène dit de pollution lumineuse, en très nette augmentation depuis les années 1950 sur les littoraux et estuaires, mais parfois constaté en pleine mer (îles, phares, plate-forme pétrolière ou d'autres installations offshore, etc.);
- certains modes d'exploitation sous-marine de sable, galets, gravier, algues, corail, nodules polymétalliques, etc., par exemple en Manche/mer du Nord, dans le Détroit qui est un goulot d'étranglement naturel où de nombreux animaux marins circulent. (La législation anglaise rendant très difficiles les carrières de sable et gravier sur terre, les exploitants se sont reportés sur les fonds marins, avec des extractions massives envisagées pour les années à venir)